# Badok
Badok és un portal de música basc creat l'any 2009 a iniciativa del diari Berria. Conté informació diversa sobre la música en llengua basca. L'objectiu d'aquesta biblioteca digital és recollir material de referència sobre la música basca i oferir-lo al públic en general. Permet conèixer la història, el present i el futur de la música basca i les cançons de la majoria de músics i grups bascos.